# Nissan GT-R
De Nissan GT-R is een sportwagen van het Japanse merk Nissan. De productieversie van de GT-R werd op 6 december 2007 in Japan gepresenteerd. In 2008 kwam de auto in de rest van de wereld op de markt. De GT-R wordt ook wel de R-35 genoemd.

## Geschiedenis

### Nissan Skyline GT-R
Tussen 1969 en 1974, en wederom tussen 1989 en 2002 maakte Nissan een snelle versie van zijn Skyline genaamd de Nissan Skyline GT-R. De auto werd als een icoon voor Nissan en verwierf veel faam. Bij de nieuwe GT-R is de naam "Skyline" verdwenen omdat de nieuwe auto een compleet nieuw en opzichzelfstaand ontwerp is.

### Nissan GT-R Concept
De GT-R Concept was te zien op de Tokyo Motor Show van 2001 om te laten zien hoe een GT-R van de toekomst eruit zou kunnen zien.

### Nissan GT-R Proto
In 2005 werd de Nissan GT-R Proto onthuld, dit gebeurde eveneens op de Tokyo Motor Show. De auto was een duidelijke indicatie voor het productiemodel. Volgens Nissan zou de Proto voor 80-90% terug te vinden zijn in de uiteindelijke auto.

## Tuning
In 2010 kwam er ook een getunede versie van de Nissan GT-R: de Switzer P800. Deze kan de 3,8L V6 opvoeren naar 800 pk en 950 newtonmeter. Ondertussen kan Switzer de P800 veranderen in de langverwachte 1005 pk sterke versie: de Switzer R1K, deze heeft onlangs ook al een update gehad, en heet nu R1K-X en heeft nu 1500 pk tot zijn beschikking. Deze zal partij worden voor de SSC Ultimate Aero en de Bugatti Veyron SuperSport. Ook het Amerikaanse AMS Performance heeft een zeer sterke GT-R geproduceerd: deze varieert van ongeveer 600~900 tot maar liefst 1600 pk, afhankelijk van welke brandstof en welk tuningspakket wordt gekozen. In Europa rijden nu zo'n 20 GT-R's rond met een Switzer P800 kit. Ook zijn er al een handje vol R1K-kits gemonteerd.

## Productie
De productie versie van de GT-R maakte zijn debuut op de Tokyo Motor Show van 2007. Vanaf december 2007 was de auto te koop op de Japanse markt. De Verenigde Staten volgden in juni 2008. Europa kwam als derde aan de beurt, eind 2008 kon de GT-R daar zijn debuut maken. In Nederland worden 31 stuks geleverd. De lange tijd tussen verschillende releases heeft te maken met het feit dat Nissan speciale centra bouwt waar de auto's gebouwd en onderhouden gaan worden. De bouw van de motor en de versnellingsbak gebeurt met de hand, dit limiteert de productie tot duizend stuks per maand.

### Uitrusting
Een van de belangrijke aspecten van de Nissan GT-R is volgens ontwerpchef Shiro Nakamura de aerodynamica met een weerstandscoëfficiënt (Cx) van 0,27.
De binnenkant van de auto is ook een van de belangrijke aspecten; de boordcomputer is gerealiseerd door Polyphony Digital (de makers van Gran Turismo, een auto-simulatiespel op de Sony PlayStation) en heeft een harde schijf van 30 gigabyte om bijvoorbeeld muziek in op te slaan. Op de boordcomputer kan je gegevens van de auto waarnemen en opslaan zoals de temperatuur van de olie en het water maar ook een newton-meter, boost-meter, enzovoort. De auto is voorzien van een Bose-muziekinstallatie.
De Nissan GT-R heeft net als zijn voorganger vierwielaandrijving.

### Spec V

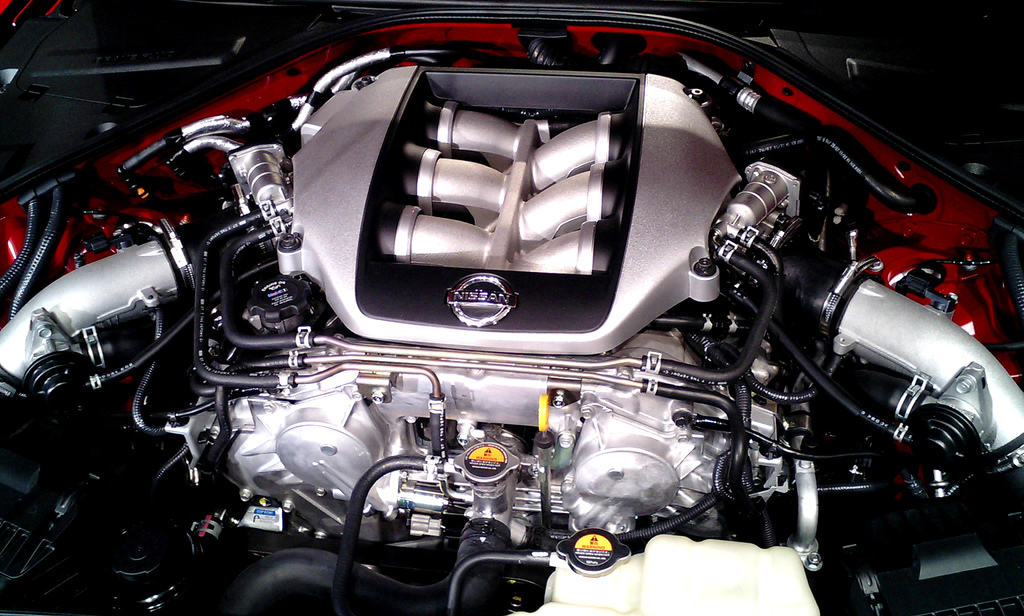
3,8L V6 in de GT-R

Nissan heeft de GT-R SpecV op 7 januari 2009 geïntroduceerd op de Tokyo Auto Salon. De SpecV richt zich volledig op snelheid en heeft daarom een groot aantal onderdelen vervangen voor koolstofvezel onderdelen. Ook zijn er een aantal technische aanpassingen aan onder andere de versnellingsbak en de vering gedaan. In totaal is er door deze aanpassingen een gewichtsverlies van 60 kg bereikt.
Vanaf 2 februari 2009 wordt de SpecV door zeven geselecteerde dealers in Japan verkocht. De betreffende monteurs hebben speciale training over de SpecV en hebben kennis van circuit racen. De prijs ligt op 15.750.000 Japanse yen (121.200 euro). Nissan kondigde toen aan de SpecV vanaf eind 2009 in Europa te willen verkopen.

### Prestaties
Op de Nürburgring in Duitsland heeft de GT-R het inmiddels opgenomen tegen een Porsche 911 Turbo en wist twee seconden sneller te zijn op het circuit met een tijd van 7:38 (later verbeterd naar 7:29). Nissan probeert inmiddels om het ronderecord op naam van de Porsche Carrera GT te verbeteren, dit staat op 7:28.
De beste auto van het automerk Pagani, namelijk de Pagani Zonda F Clubsport, heeft in zeven minuten en zevenentwintig seconden de “Groene Hel” (Nürburgring) afgelegd of elf seconden minder dan de Nissan GT-R. Deze Pagani kost wel bijna acht keer meer dan de Nissan, namelijk  920.000 euro en is dus van een heel ander kaliber.
Nissan maakte in mei 2008 bekend dat de sportwagen  in 7:29 minuten een rondje Nürburgring reed, de vorige tijd stond op 7:38 minuten.
In april 2009 verscherpte Nissan het record nog eens met 7:26:70, een verbetering van 0,8 seconden ten opzichte van het record behaald op 15 april 2009 (7:27.50). Daarmee hebben ze dus het record van de Carrera GT verbroken.

## Modeljaar 2012
Eind 2010 introduceerde Nissan de vernieuwde GT-R. In de nieuwe versie beschikt de motor over 530 pk, een toename van precies 45 pk. Daarnaast zijn het uitlaatsysteem, de aerodynamica, de ophanging en de remmen verbeterd. Het model leverbaar vanaf het voorjaar van 2011 gaat daarmee, conform de marketingwetten van de auto-industrie, door het leven als modeljaar 2012.

## Modeljaar 2013
Medio 2012 introduceerde Nissan een geüpdatete GT-R. In de vernieuwde versie beschikt de motor over meer vermogen, nu is dat 550 pk, een toename van 20 pk. Daarnaast zijn het uitlaatsysteem, de aerodynamica, de ophanging en de remmen verbeterd. Omdat het model leverbaar is vanaf het voorjaar van 2012 gaat daarmee, conform de marketingwetten van de auto-industrie, door het leven als modeljaar 2013.